# Harland and Wolff
Harland and Wolff Heavy Industries är ett skeppsvarv beläget i Belfast, Nordirland. Varvet grundades av köpmännen Edward James Harland och tyskfödde Gustav Wilhelm Wolff 1861. Varvet kom att expandera kraftigt, och var världens största i början av 1900-talet. Omkring år 1900 var Harland and Wolff arbetsplats för tiotusentals människor. När den störste aktieägaren Harland dog 1894, togs företaget över av industrimannen William James Pirrie, som styrde företaget fram till sin död 1924. Det var under hans period de tre fartygen ur White Star Lines Olympic-klass byggdes, däribland RMS Titanic.
År 1989 köptes Harland & Wolff av norskägda Fred. Olsen Energy, 2018 namnändrat till Dolphin Drilling.

## Galleri

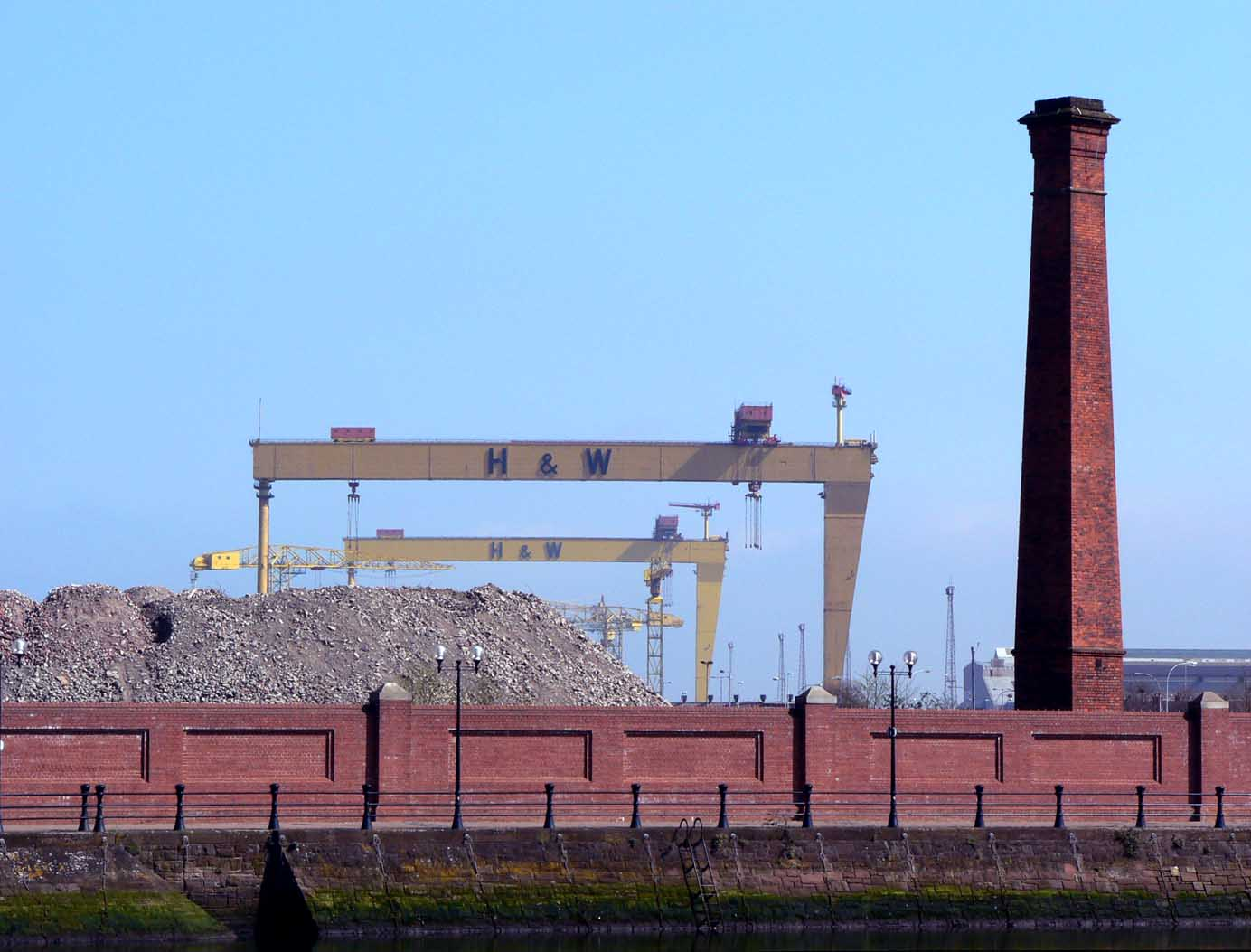
Kranarna på Harland and Wolffs skeppsvarv. Kranarna är 140 meter breda och kan lyfta 840 ton. Tillsammans kan de lyfta 1 600 ton. Det tyngsta de har lyft tillsammans är 1000 ton. Det böjde kranen 30 centimeter. Goliath är 96 meter hög, Samson är 106 meter hög. De ligger ovanför världens största torrdocka 556 m x 93 m
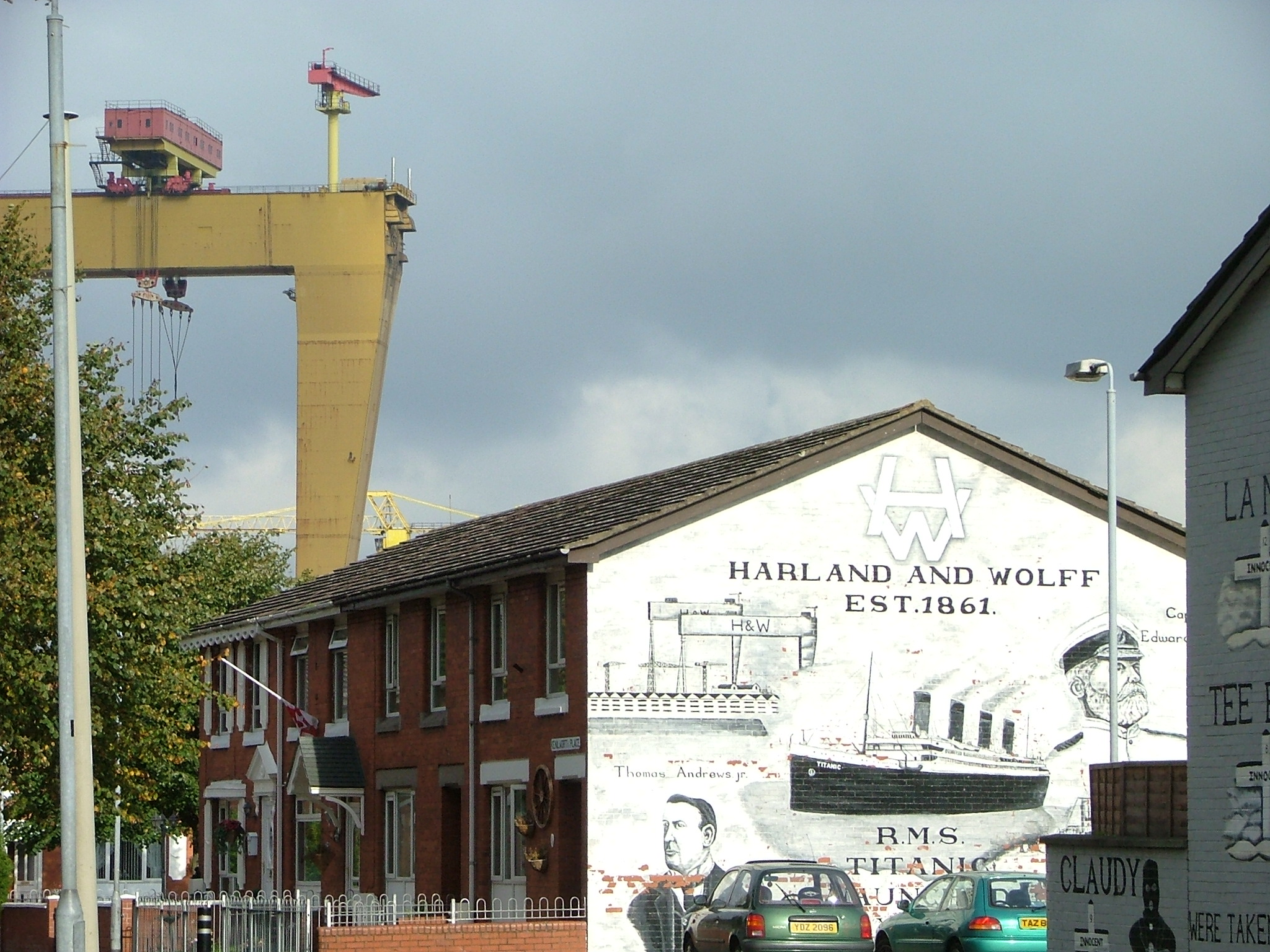
Väggmålning på Newtownards Road, Harland and Wolffs skeppsvarv, östra Belfast i bakgrunden. Målningen påminner om det kanske mest kända skepp som byggs på varvet, Titanic